# Boško Janković
Boško Janković (Servisch: Бошко Јанковић) (Belgrado, 1 maart 1984) is een Servisch betaald voetballer die bij voorkeur op het middenveld speelt. Hij verruilde in juli 2013 Genoa CFC voor Hellas Verona. In 2006 debuteerde hij in het Servisch voetbalelftal.
Janković is de broer van proftennisster Jelena Janković.

## Clubcarrière
Janković is afkomstig uit de jeugdopleiding van Rode Ster Belgrado, waarvoor hij in seizoen 2003/04 zijn debuut maakte in het eerste elftal. In het seizoen 2004/05 speelde de aanvallende middenvelder bijna alle competitiewedstrijden en won hij met Rode Ster zowel het Servische landskampioenschap als de nationale beker. Het daaropvolgende seizoen werd de dubbel gewonnen.
Na twee wedstrijden in het seizoen 2006/07 voor Rode Ster te hebben gespeeld, werd de Serviër voor een bedrag van drie miljoen euro gekocht door RCD Mallorca. Janković debuteerde op 27 augustus 2006 tegen Recreativo Huelva in de Primera División. Op 1 oktober 2006 maakte hij als aanvaller tegen Villarreal CF zijn eerste competitiedoelpunt. Palermo haalde Janković in 2007 vervolgens voor acht miljoen euro naar Italië.

## Interlandcarrière
Janković debuteerde op woensdag 15 november 2006 voor het Servisch nationaal elftal, in een vriendschappelijke wedstrijd tegen Noorwegen (1-1), net als Duško Tošić (FC Sochaux-Montbéliard) en Miloš Krasić (CSKA Moskou). De ploeg stond destijds onder leiding van de Spaanse bondscoach Javier Clemente.
Janković was eerder in zijn carrière uitgekomen voor Servië Onder-21. In juni 2007 nam hij met zijn Servische leeftijdsgenoten deel aan het Europees kampioenschap. Op dit toernooi haalde Janković met zijn land de finale, waarin werd verloren van Nederland.

## Statistieken
| seizoen | club                | land                          | competitie         | wed. | goals |
| ------- | ------------------- | ----------------------------- | ------------------ | ---- | ----- |
| 2003/04 | Rode Ster Belgrado  | Vlag van Servië en Montenegro | Meridian Superliga | 4    | 0     |
| 2004/05 | Rode Ster Belgrado  | Vlag van Servië en Montenegro | Meridian Superliga | 28   | 9     |
| 2005/06 | Rode Ster Belgrado  | Vlag van Servië en Montenegro | Meridian Superliga | 26   | 12    |
| 2006/07 | Rode Ster Belgrado  | Vlag van Servië               | Meridian Superliga | 2    | 0     |
| 2006/07 | RCD Mallorca        | Vlag van Spanje               | Primera División   | 28   | 9     |
| 2007/08 | US Città di Palermo | Vlag van Italië               | Serie A            | 26   | 2     |
| 2008/09 | US Città di Palermo | Vlag van Italië               | Serie A            | 1    | 0     |
| 2008/09 | → Genoa CFC         | Vlag van Italië               | Serie A            | 25   | 4     |
| 2009/10 | Genoa CFC           | Vlag van Italië               | Serie A            | 3    | 0     |
| 2010/11 | Genoa CFC           | Vlag van Italië               | Serie A            | 6    | 0     |
| 2011/11 | Genoa CFC           | Vlag van Italië               | Serie A            | 30   | 6     |
| 2012/13 | Genoa CFC           | Vlag van Italië               | Serie A            | 19   | 4     |
| 2013/14 | Hellas Verona       | Vlag van Italië               | Serie A            | 18   | 2     |
| 2014/15 | Hellas Verona       | Vlag van Italië               | Serie A            | 18   | 1     |
| 2015/16 | Hellas Verona       | Vlag van Italië               | Serie A            | 5    | 1     |

## Erelijst
| Kampioen Superliga | 1x | 2005/06 |
| Beker van Servië   | 1x | 2005/06 |